# Eisenbahnunfall von Castelldefels
Der Eisenbahnunfall von Castelldefels ereignete sich am 23. Juni 2010 gegen 23:23 Uhr abends im Bahnhof Platja de Castelldefels an der Bahnstrecke Sant Vicenç de Calders–Barcelona in Castelldefels nahe Barcelona, als der Alaris 01202 der Relation Alicante Terminal – Barcelona-Sants eine Menschengruppe von 30 bis 40 Jugendlichen erfasste und 13 von ihnen tötete. Es war bis zum Eisenbahnunfall von Santiago de Compostela im Juli 2013 der schwerste Eisenbahnunfall in Spanien seit 2003, als in Chinchilla ein Personen- und ein Güterzug kollidierten, was 19 Menschen das Leben kostete.

## Hergang

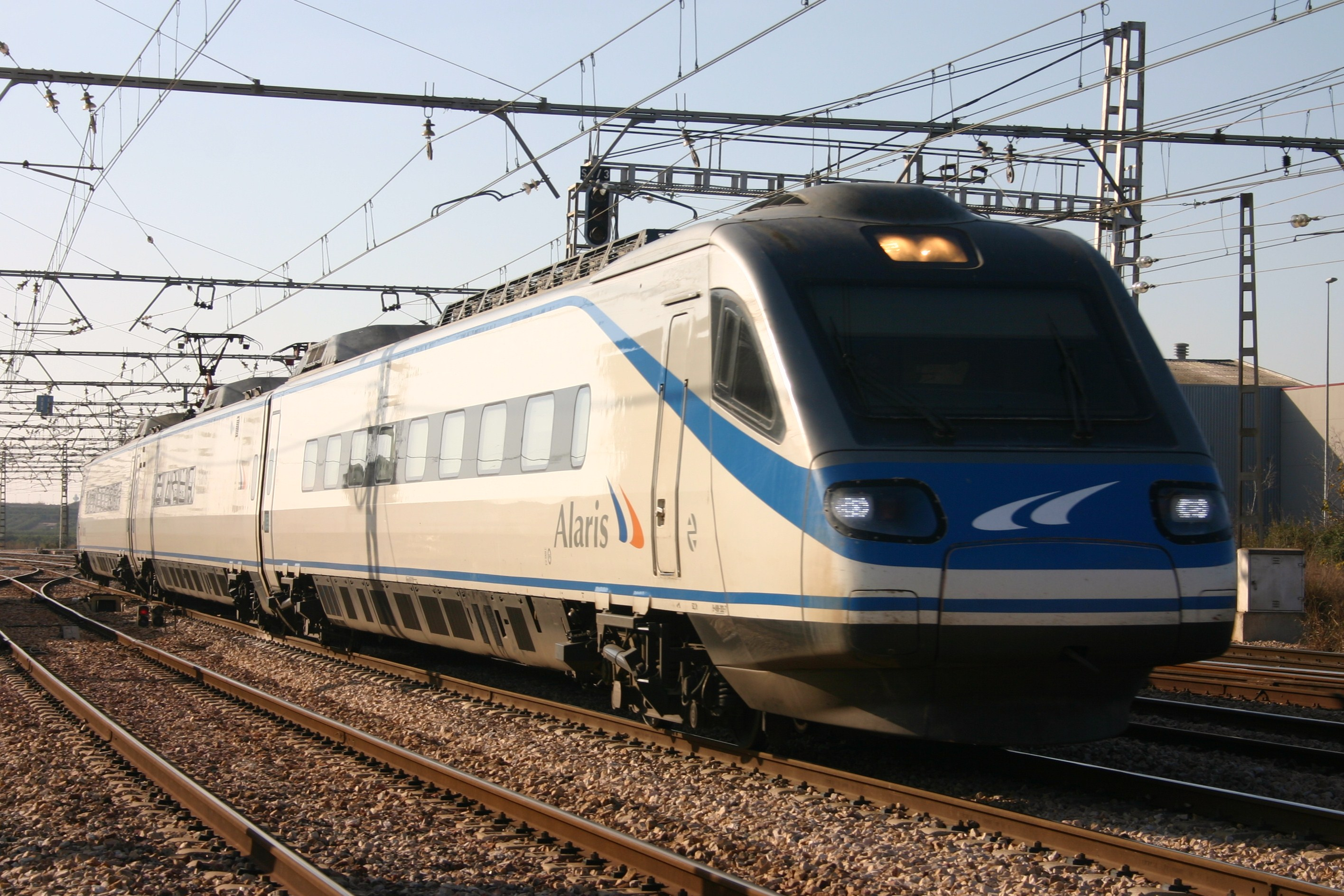
Ein Zug der RENFE-Baureihe 490

Ein vollbesetzter Zug der Rodalies-Linie R2Sud der Relation Barcelona-França – Sant Vicenç de Calders ließ zahlreiche Passagiere am Bahnhof Platja de Castelldefels aussteigen. Angeblich befanden sich zu diesem Zeitpunkt bis zu 800 Menschen auf dem Bahnsteig. Anlass der starken Frequentierung war die Feier des Johannistages – Sant Joan –, der Sommersonnenwende, die in Katalonien traditionell am Strand abgehalten wird. 30 bis 40 Menschen entschieden sich, statt der Benutzung der sicheren Unterführung, die im November 2009 erbaut wurde, die Gleise zu überqueren. Ein in Richtung Barcelona fahrender Zug der RENFE-Baureihe 490 als Alaris Alicante–Barcelona erfasste dann die Menschenmenge trotz Warnsignalen und vermindertem Tempo (135 km/h). Zulässig waren an der Stelle 150 km/h. 12 Menschen kamen nach ersten Angaben ums Leben, 14 weitere wurden schwer verletzt, 3 davon lebensgefährlich. Der Alaris blieb Hunderte Meter nach dem Bahnhof stehen. Die Strecke wurde sofort gesperrt, jedoch um 12:30 Uhr am folgenden Tag wieder freigegeben. Die Rettungskräfte waren mit 24 Ambulanzen und 15 Feuerwehrfahrzeugen vor Ort. 24 Stunden später erhöhte die katalanische Regierung die Anzahl der Toten auf 13 und begründete dies mit der Schwierigkeit der Zuordnung der Leichenteile.

## Opfer
Unter den Opfern befanden sich 7 Ecuadorianer, je 2 Kolumbianer und Bolivianer und eine Person aus Rumänien, die größtenteils jünger als 28 Jahre waren.

## Kritik
Es wurde Kritik bezüglich der Unterführung geäußert. Zunächst berichteten Augenzeugen, die erst 2009 eröffnete Unterführung sei geschlossen gewesen, was jedoch von Anwohnern und Politikern dementiert wurde. Einige weitere berichteten, dass die Unterführung überfüllt gewesen sei und sich daher die Menschengruppe zum Gang über die Gleise entschlossen habe. Der katalanische Regierungschef José Montilla bezeichnete das Unglück als Folge jugendlichen Leichtsinns. Laut Bürgermeister Joan Sau war eine Fußgängerbrücke vom Bahnsteig über die Gleise zum Zeitpunkt des Unglückes wegen Bauarbeiten gesperrt, jedoch versicherte die RENFE, dass jegliche Art von Sicherheit gewährleistet war. Die RENFE hatte anlässlich des Feiertages zusätzliches Personal in Form von einem Dutzend Wachleuten am Bahnhof vorgesehen, um die zahlreichen Reisenden sicher in Richtung Strand zu geleiten, jedoch begann deren Schicht offiziell erst um 23.30 Uhr, 7 Minuten nach dem Unfall.

## Folgen
Vier verschiedene Ermittlungen wurden angeordnet. So ordnete der spanische Verkehrsminister José Blanco López eine Untersuchungsbehörde an, welche im Namen der spanischen und der katalanischen Regierung arbeitet. RENFE als Unfallbeteiligte und die staatliche Eisenbahninfrastrukturbehörde Adif als Betreiberin des Bahnhofs Platja de Castelldefels ordneten interne Untersuchungen zum Unfall an. Zudem ermittelt die Behörde des Bezirks Gavà, zu dem Castelldefels gehört.
José Montilla lobte die schnelle Arbeit der Rettungskräfte und ordnete den 24. Juni 2010 als offiziellen Trauertag in Katalonien an, während König Juan Carlos die traditionellen Feierlichkeiten des Johannistages – den Feiertage seines Namenspatrons – absagte. Auch José Luis Zapatero und José Manuel Barroso äußerten sich bestürzt zum Unfall.
Am 26. Juni 2010 wurde von ecuadorianischen und kolumbianischen Immigranten beim Arc de Triomf in Barcelona eine Schweigeminute abgehalten. Der ecuadorianische Botschafter in Madrid, Galo Chiriboga, und der Bürgermeister von Barcelona, Jordi Hereu, wohnten der Zeremonie bei.